# أو بينو
بلدية أو بينو (بالإسبانية: O Pino)‏، هي إحدى بلديات مقاطعة لا كرونيا إحدى مقاطعات إسبانيا، و التي تقع في منطقة جليقية شمال غرب إسبانيا.
يبلغ عدد سكانها 5.016 نسمة وفقاً لإحصائية سنة (2002).

## أعلام
- فرناندو فاسكيز